# Лисиничі (зупинний пункт)
49°50′8″ пн. ш. 24°5′9″ сх. д. / 49.83556° пн. ш. 24.08583° сх. д.
Лисиничі — зупинний пункт у Львові на залізничній гілці Підзамче — Личаків.
Залізницю Підзамче — Підгайці відкрили 1909 року. У 1944 році німецькі війська, відступаючи, знищили лінію на відрізку Винники — Підгайці, після чого вона втратила своє значення.